# Anemia da emorragia acuta
Per anemia da emorragia acuta si intende una forma di anemia dovuta ad una emorragia, ad esempio in caso di incidenti stradali ed altri eventi traumatici.

## Eziologia
Fra i vari casi possibili uno dei più preoccupanti è dovuto all'aneurisma aortico per via della sua elevata mortalità. Altro evento tipico incorre nella gravidanza extrauterina.

## Sintomatologia
La sintomatologia è correlata all'eccessiva perdita di sangue, la gravità delle manifestazioni viene determinata dal tipo di evento scatenante (che può essere più o meno traumatico): si presentano dispnea, astenia, si presenta ipotensione con aritmie cardiache, vertigini.

## Terapia
Innanzitutto si provvede alla cura dell'emorragia, in seguito si cerca di ripristinare il normale afflusso sanguigno.
La fase emorragica è la più pericolosa, una volta superata può presentarsi un'altra forma di anemia normocromica, dove occorre ripristinare la quantità media di ferro.

## Prognosi
La morte avviene rapidamente se non si presta il dovuto soccorso, le perdite di sangue rilevate possono essere sostenute dall'organismo soltanto se esse non siano continue ma diluite in diverse ore.